# Bauhinia pyrrhoneura
Bauhinia pyrrhoneura är en ärtväxtart som beskrevs av Pieter Willem Korthals. Bauhinia pyrrhoneura ingår i släktet Bauhinia och familjen ärtväxter. Inga underarter finns listade i Catalogue of Life.